# Buffalo Commons

Mapa com a localização das Grandes Planícies.

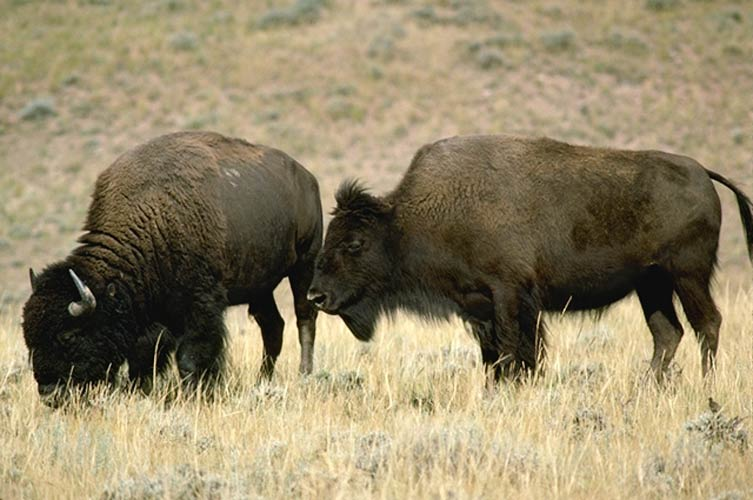
Bisões na planície.

Buffalo Commons é uma proposta conceitual para criar uma vasta área de preservação ambiental, com 360.000 km², de prado nativo não inundável na região das Grandes Planícies ("Great Plains"), nos Estados Unidos da América. O principal objetivo é reintroduzir o búfalo (American Bison) em campo aberto. A proposta afetaria dez estados na região ocidental dos Estados Unidos. Muitas pessoas em estados potencialmente afetados resistiram ao conceito durante a década de 1990.